# Моравичский округ
Моравичский округ (серб. Моравички управни округ) — округ в западной части Сербии, относится к статистическому региону Шумадия и Западная Сербия.

## Административное деление
Территория округа поделена на 4 общины:
- Чачак
- Горни-Милановац
- Лучани
- Иваница

## Население
На территории округа проживает 206 303 сербов (97 %) и 849 цыган (0,4 %). Представителей других народов мало (2011).